# Liste der Baudenkmale in Sietow
In der Liste der Baudenkmale in Sietow sind alle denkmalgeschützten Bauten der Gemeinde Sietow (Mecklenburg-Vorpommern) und ihrer Ortsteile aufgelistet. Grundlage ist die Veröffentlichung der Denkmalliste des Landkreises Müritz mit dem Stand vom April 2010.

## Baudenkmale nach Ortsteilen

### Sietow
| ID | Lage                                        | Bezeichnung     | Beschreibung | Bild          |
| -- | ------------------------------------------- | --------------- | ------------ | ------------- |
|    | Am "Taun Knornpunkt" (Karte)                | Meilenobelisk   |              | Meilenobelisk |
|    | an der B 192, zwischen Sietow und Forsthaus | Meilenstein     |              |               |
|    | Malchower Straße 13 (Forsthof)              | ehem. Forsthaus |              |               |

### Sietow-Dorf
| ID | Lage             | Bezeichnung                                                                                               | Beschreibung | Bild                           |
| -- | ---------------- | --- | ------------ | ------------------------------ |
|    | Dorfstraße 3/4/5 | Wohnhaus                                                                                                  |              |                                |
|    | Dorfstraße 12    | Pfarrhof mit nördl. Wirtschaftsgebäude                                                                    |              |                                |
|    | Dorfstraße 14/15 | Wohnhaus zur ehem. Gutsanlage                                                                             |              | Wohnhaus zur ehem. Gutsanlage  |
|    | Dorfstraße 26    | Wirtschaftsgebäude (Feldstein)                                                                            |              |                                |
|    | Hof 1            | Wirtschaftsgebäude (Backstein)                                                                            |              | Wirtschaftsgebäude (Backstein) |
|    | Im Dorf          | Wirtschaftsgebäude (Feldstein)                                                                            |              | Wirtschaftsgebäude (Feldstein) |
|    | an der Kirche    | Kirchhof, Feldsteinmauer mit Bischhofsmützen und Backsteinmauer mit 1. Portal und 2. Portal und 3. Portal |              |                                |
|    | Kirchhof (Karte) | Kirche mit Friedhof, vor dem Eingang Kriegerdenkmal Erster Weltkrieg                                      |              | Weitere Bilder                 |

## Quelle
- Karte der Baudenkmale im Geoportal des Landkreises